# Intruzja

Podstawowe typy intruzji i ich stosunek do skał otoczenia:
lakkolit, apofiza (niewielka żyła w otoczeniu większego ciała magmowego), batolit, dajka, sill, żyła kominowa, lopolit

Intruzja (z łac. intrusus ‘wepchnięty’) – ciało skalne powstałe z zastygłej w głębi skorupy ziemskiej magmy, która wdarła się pomiędzy starsze utwory skalne. Magma unosi się w płytsze rejony skorupy ziemskiej w postaci diapiru, wciskając się pomiędzy skały otoczenia. Diapiry docierające w bezpośrednie sąsiedztwo powierzchni ziemi dają początek zjawiskom wulkanicznym, jednak większość takich ciał skalnych, na skutek powolnego schładzania, zastyga 5–30 kilometrów pod powierzchnią, tworząc ciała skalne określane jako plutony. Forma, wielkość i stosunek do skał otoczenia pozwala wyróżnić następujące typy intruzji:
- intruzje zgodne – ściany intruzji są zgodne z płaszczyznami strukturalnymi, takimi jak warstwowanie lub uławicenie starszych skał, powierzchnie niezgodności czy też płaszczyzny tektoniczne. Zalicza się do nich:

sille, lakkolity (lakolit), lopolity, fakolity;
- intruzje niezgodne – ściany intruzji przekraczają powierzchnie strukturalne. W tej kategorii wyróżnia się:

dajki, żyły kominowe (nek wulkaniczny), żyły pierścieniowe, apofizy, etmolity, harpolity, batolity.
Powolny proces krzepnięcia magmy w dużych ciałach skalnych na większych głębokościach prowadzi do powstawania widocznych gołym okiem kryształów. Powstające w ten sposób skały głębinowe odznaczają się strukturami pełnokrystalicznymi i jawnokrystalicznymi. W przypadku mniejszych intruzji, dochodzących w rejony bliższe powierzchni i mających mniejsze objętości, powstają najczęściej skały żyłowe, odznaczające się strukturami drobnokrystalicznymi lub afanitowymi.
Na styku skał otoczenia z magmą a następnie z gorącymi skałami intruzji dochodzić może do zmian metamorficznych. Zależnie od stopnia nasilenia tych zmian mamy do czynienia z procesami metamorfizmu kontaktowego lub ultrametamorfizmu. Równocześnie fragmenty skał otoczenia w postaci ksenolitów mogą zostać włączone w obręb intruzji.

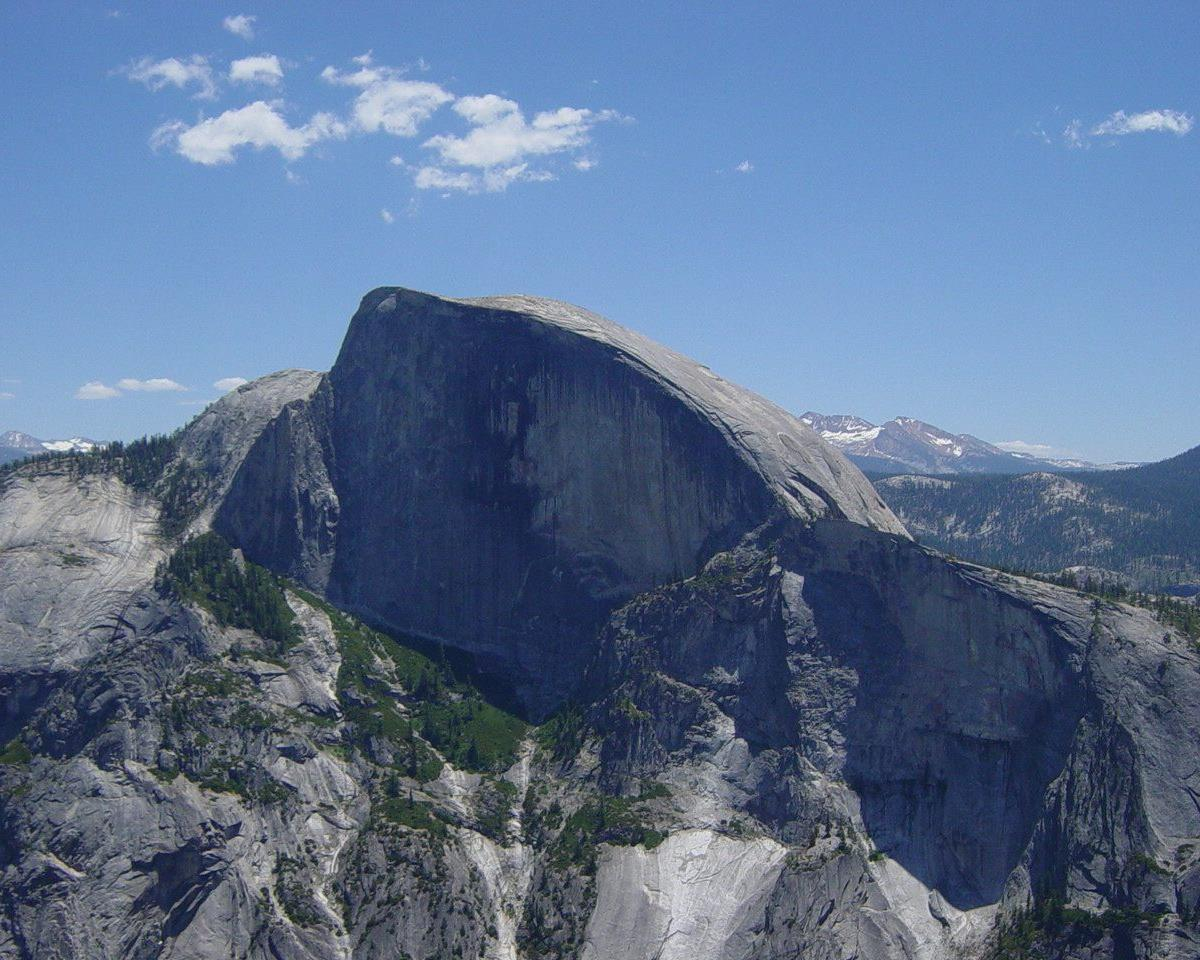
Granitowy masyw Half Dome w górach Sierra Nevada

Występowanie intruzji wiąże się ze zjawiskami plutonicznymi. Takimi strefami są np. krawędzie płyt tektonicznych. W szczególności dochodzi do nasilenia tego typu zjawisk w strefach subdukcji. Powstają w ten sposób olbrzymie intruzje o charakterze batolitów, będących połączeniem wielu indywidualnych plutonów. Takie intruzje stanowią krystaliczne trzony wielkich masywów górskich (Sierra Nevada, Tatry).

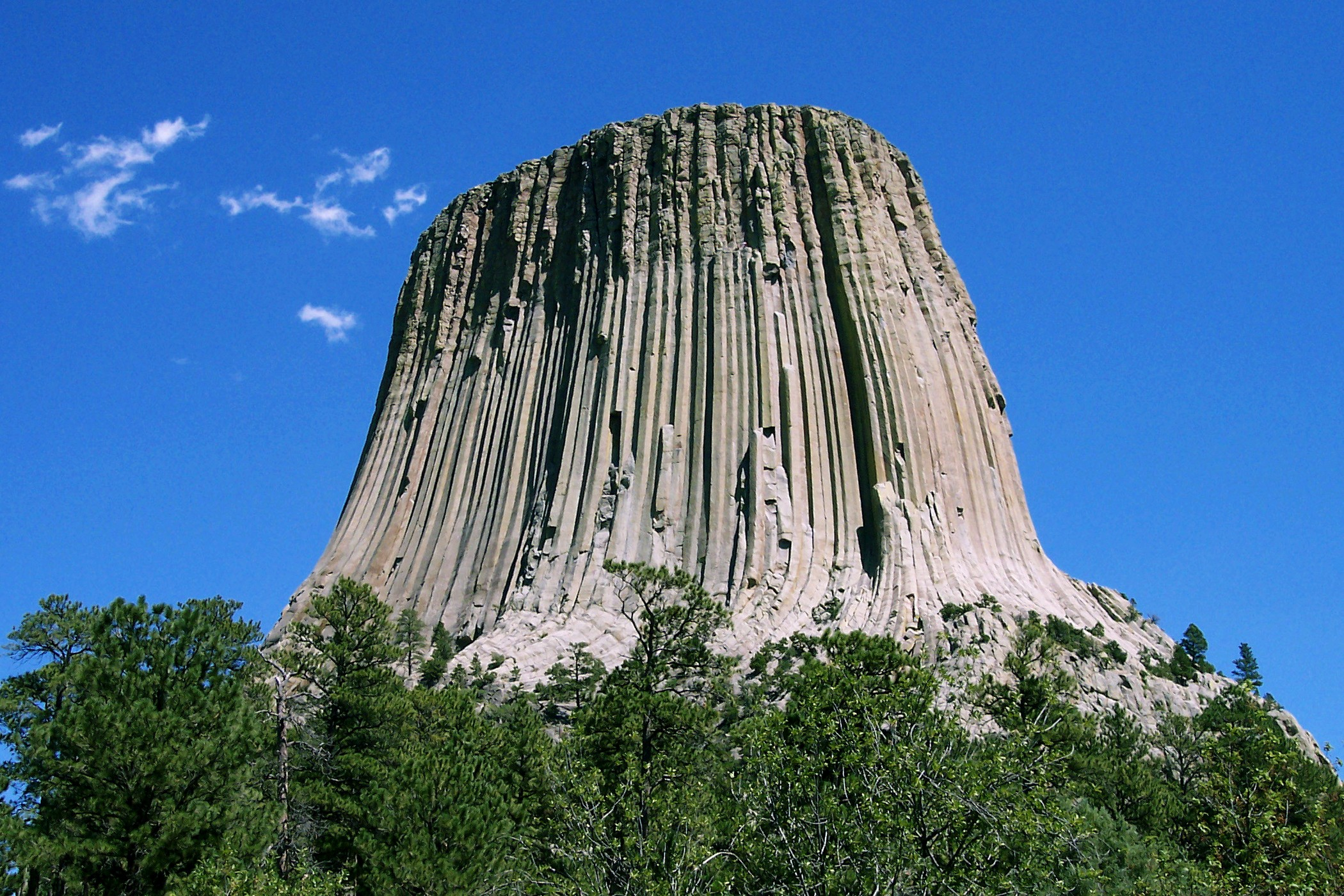
Devils Tower – wypreparowany ze skał otoczenia komin wulkaniczny

Mniejsze intruzje mogą zaznaczać się w morfologii. Zbudowane ze skał krystalicznych często są odporniejsze od otoczenia. Stąd formy, takie jak Devils Tower, będące pozostałością kominów wulkanicznych.
Z intruzjami wiąże się występowanie bogatych złóż mineralnych (chrom, tytan, złoto, platyna) pochodzących ze skały magmowej, w której stanowią składnik minerału (rutyl, magnetyt), bądź będących rezultatem metamorfizmu w otoczeniu intruzji (lub podczas jej stygnięcia), prowadzącego do powstawania koncentracji pierwiastków. Specyficznym nagromadzeniem rzadkich minerałów są kimberlity wypełniające bardzo głębokie kominy wulkaniczne, podstawowe źródło pozyskiwania diamentów.
Pojęcie odnosi się przede wszystkim do skał magmowych, używane jest jednak również w sedymentologii dla zjawiska intruzji materiału klastycznego pomiędzy inne utwory osadowe (żyła klastyczna).